# Ronde beekmuts
De ronde beekmuts (Ancylus fluviatilis) is een in zoetwater levende slakkensoort uit de familie van de Planorbidae. De wetenschappelijke naam van de soort werd in 1774 voor het eerst geldig gepubliceerd door Otto Friedrich Müller. Het is de bekendste en enige soort van het geslacht Ancylus in Midden-Europa. Tegenwoordig wordt het geplaatst in de familie van Planorbidae; het was vroeger toegewezen aan de inmiddels ter ziele gegane familie "Ancylidae". Naast rivieren en andere waterlopen komt hij ook voor op de rotsachtige of steenachtige bodem van sommige meren.

## Beschrijving
De ronde beekmuts, met een maximale schelplengte van 11 mm (meestal slechts 5-8 mm als volwassene), is een kleine tot middelgrote zoetwaterslak (Basommatophora), maar op sommige plaatsen algemeen en wijdverspreid. De grotere vormen (meer dan 8 mm) komen in Midden-Europa alleen voor in relatief kalkrijke stromen met optimale voedings- en temperatuuromstandigheden (bijv. bij de Bodensee). Het huisje is geelwit tot donderbruin, aan de binnenkant vaak wat paarslila. Kenmerkend is de komvormige schaal met de punt iets naar rechts en naar achteren gedraaid; de top van de schaal toont ruwweg gebeeldhouwde radiale ribben. Bij het uitkomen hebben de dieren een schelplengte van minder dan 1 mm.

### Soortgelijke soorten
De ronde beekmuts lijkt oppervlakkig op de ovale kapslak (Acroloxus lacustris'). Dit is echter anatomisch rechtshandig. De top van de schelp wijst dus naar rechts achter in de ronde beekmuts en naar links achter in de ovale kapslak. Een andere mogelijkheid van verwarring, vooral van jonge ronde beekmutsen, is met de soort die mogelijk is geïntroduceerd vanuit Noord-Amerika, maar misschien ook uit andere regio's van Europa en traditioneel Ferrissia wautieri wordt genoemd (de exacte toewijzing en naamgeving is momenteel onduidelijk). Net als de ronde beekmuts heeft deze soort een linkshandige schelp, maar is slechts 3 à 4 mm lang, neigt naar een meer langwerpige schelp en vormt soms een septum aan de onderkant van de schelp na fasen van droogte.

## Geografische verspreiding en leefgebied
Deze soort komt verspreid voor over grote delen van West-, Midden-, Oost- en Noord-Europa (tot Zuid-Zweden, Noorwegen en Finland). Het is alleen afwezig in gebieden waar stromend water in de winter niet zal bevriezen, dus niet in Midden- of Noord-Scandinavië. Volgens moleculair genetische bevindingen zijn de vormen die voorkomen in grote delen van het Middellandse Zeegebied (Iberisch Schiereiland, Italië, enz.) maar die nog geen nomenclatuurlijke onafhankelijke aanduiding hebben gekregen. Daarnaast zijn er meldingen van het voorkomen van deze groep vormen in Noordoost-Afrika (kustgebieden van Marokko tot Tunesië, Ahaggargebergte in Algerije) en in de hooglanden van Ethiopië tot 2240 meter boven zeeniveau. 
De ronde beekmuts is een op de bodem levende soort die alomtegenwoordig is in alle soorten niet-verontreinigd stromend water waar het zich in gematigde stromingen aan de zijkanten van stenen hecht. De slakken grazen algen van deze stenen, met een duidelijke voorkeur voor diatomeeën, terwijl groen- en blauwwieren nauwelijks gegeten worden.